# Hachimantai
Hachimantai è una città giapponese della prefettura di Iwate.